# 63e cérémonie des British Academy Film Awards
Pour la cérémonie des BAFTAs récompensant la télévision, voir la 57e cérémonie des British Academy Television Awards.
La 63e cérémonie des British Academy Film Awards, organisée par la British Academy of Film and Television Arts, s'est déroulée le 21 février 2010 au Royal Opera House et a récompensé les films sortis en 2009.

## Palmarès

### Meilleur film
- Démineurs (The Hurt Locker)
  - Avatar
  - Une éducation (An Education)
  - Precious (Precious : Based on the Novel « Push » by Sapphire)
  - In the Air (Up in the Air)

### Meilleur film britannique
- Fish Tank
  - Une éducation (An Education)
  - In the Loop
  - Moon
  - Nowhere Boy

### Meilleur réalisateur
- Kathryn Bigelow pour Démineurs (The Hurt Locker)
  - James Cameron pour Avatar
  - Lone Scherfig pour Une éducation (An Education)
  - Quentin Tarantino pour Inglourious Basterds
  - Neill Blomkamp pour District 9

### Meilleur acteur
- Colin Firth pour le rôle de George dans A Single Man
  - Jeff Bridges pour le rôle de Bad Blake dans Crazy Heart
  - George Clooney pour le rôle de Ryan Bingham dans In the Air (Up in the Air)
  - Jeremy Renner pour le rôle du Sergent William James dans Démineurs (The Hurt Locker)
  - Andy Serkis pour le rôle de Ian Dury dans Sex & Drug & Rock & Roll

### Meilleure actrice
- Carey Mulligan pour le rôle de Jenny dans Une éducation (An Education)
  - Saoirse Ronan pour le rôle de Susie Salmon dans Lovely Bones (The Lovely Bones)
  - Gabourey Sidibe pour le rôle de Claireece Precious Jones dans Precious (Precious : Based on the Novel « Push » by Sapphire)
  - Meryl Streep pour le rôle de Julia Child dans Julie & Julia
  - Audrey Tautou pour le rôle de Coco Chanel dans Coco avant Chanel

### Meilleur acteur dans un second rôle
- Christoph Waltz pour le rôle du colonel Hans Landa dans Inglourious Basterds
  - Alec Baldwin pour le rôle de Jake dans Pas si simple (It's Complicated)
  - Alfred Molina pour le rôle de Jack dans Une éducation (An Education)
  - Christian McKay pour le rôle d'Orson Welles dans Me and Orson Welles
  - Stanley Tucci pour le rôle de George Harvey dans Lovely Bones (Lovely Bones)

### Meilleure actrice dans un second rôle
- Mo'Nique pour le rôle de Mary Lee Johnston dans Precious (Precious : Based on the Novel « Push » by Sapphire)
  - Anne-Marie Duff pour le rôle de Julia Lennon dans Nowhere Boy
  - Vera Farmiga pour le rôle d'Alex dans In the Air (Up in the Air)
  - Anna Kendrick pour le rôle de Natalie Keener dans In the Air (Up in the Air)
  - Kristin Scott Thomas pour le rôle de Mimi Smith dans Nowhere Boy

### Meilleur scénario original
- Démineurs (The Hurt Locker) – Mark Boal
  - Very Bad Trip (The Hangover) – Jon Lucas et Scott Moore (en)
  - Inglourious Basterds – Quentin Tarantino
  - A Serious Man – Joel et Ethan Coen
  - Là-haut (Up) – Pete Docter et Bob Peterson

### Meilleur scénario adapté
- In the Air (Up in the Air) – Jason Reitman et Sheldon Turner
  - District 9 – Neill Blomkamp et Terri Tatchell
  - Une éducation (An Education) – Nick Hornby
  - In the Loop – Simon Blackwell, Jesse Armstrong, Armando Iannucci et Tony Roche
  - Precious (Precious : Based on the Novel « Push » by Sapphire) – Geoffrey Fletcher

### Meilleure direction artistique
- Avatar – Rick Carter, Robert Stromberg et Kim Sinclair
  - District 9 – Philip Ivey et Guy Potgieter
  - Harry Potter et le Prince de sang-mêlé (Harry Potter and the Half-Blood Prince) – Stuart Craig et Stephenie McMillan
  - L'Imaginarium du docteur Parnassus (The Imaginarium of Doctor Parnassus) – Dave Warren, Anastasia Masaro et Caroline Smith
  - Inglourious Basterds – David Wasco et Sandy Reynolds Wasco

### Meilleurs costumes
- Victoria : Les Jeunes Années d'une reine (The Young Victoria)
  - Bright Star
  - Coco avant Chanel
  - Une éducation (An Education)
  - A Single Man

### Meilleurs maquillages et coiffures
- Victoria : Les Jeunes Années d'une reine (The Young Victoria)
  - Coco avant Chanel
  - Une éducation (An Education)
  - L'Imaginarium du docteur Parnassus (The Imaginarium of Doctor Parnassus)
  - Nine

### Meilleure photographie
- Démineurs (The Hurt Locker) – Barry Ackroyd
  - Avatar – Mauro Fiore
  - District 9 – Trent Opaloch
  - Inglourious Basterds – Robert Richardson
  - La Route (The Road) – Javier Aguirresarobe

### Meilleur montage
- Démineurs (The Hurt Locker) – Chris Innis et Bob Murawski
  - Avatar – James Cameron, John Refoua et Stephen E. Rivkin
  - District 9 – Julian Clarke
  - Inglourious Basterds – Sally Menke
  - In the Air (Up in the Air) – Dana E. Glauberman

### Meilleur son
- Démineurs (The Hurt Locker)
  - Avatar
  - District 9
  - Star Trek
  - Là-haut (Up)

### Meilleurs effets visuels
- Avatar
  - District 9
  - Harry Potter et le Prince de sang-mêlé (Harry Potter and the Half-Blood Prince)
  - Démineurs (The Hurt Locker)
  -  Star Trek

### Meilleure musique de film
- Là-haut (Up) – Michael Giacchino
  - Avatar – James Horner
  - Crazy Heart – T-Bone Burnett et Stephen Bruton
  - Fantastic Mr. Fox – Alexandre Desplat
  - Sex & Drug & Rock & Roll – Chaz Jankel

### Meilleur film en langue étrangère
- Un prophète •  France (en français)
  - Étreintes brisées (Los abrazos rotos) •  Espagne (en espagnol)
  - Coco avant Chanel •  France (en français)
  - Morse (Låt den rätte komma in) •  Suède (en suédois)
  - Le Ruban blanc (Die Weiße Band) •  Allemagne (en allemand)

### Meilleur film d'animation
- Là-haut (Up)
  - Coraline
  - Fantastic Mr. Fox

### Meilleur court-métrage
- I Do Air – Martina Amati
  - Fourteen (14) – Asitha Ameresekere
  - Jade – Daniel Elliott
  - Mixtape – Luke Snellin
  - Off Season – Jonathan van Tulleken

### Meilleur court-métrage d'animation
- Mother of Many – Sally Arthur et Emma Lazenby
  - The Happy Duckling – Gili Dolev
  - The Gruffalo – Jakob Schuh et Max Lang

### Meilleur nouveau scénariste, réalisateur ou producteur britannique
- Duncan Jones (réalisateur) - Moon
  - Lucy Bailey, Andrew Thompson, Elizabeth Morgan Hemlock et David Pearson (réalisateurs/producteurs) - Mugabe et l'Africain Blanc (Mugabe and the White African)
  - Eran Creevy (réalisateur/scénariste) - Shifty
  - Stuart Hazeldine (réalisateur/scénariste) - Exam
  - Sam Taylor-Wood (réalisateur) - Nowhere Boy

### Meilleure contribution au cinéma britannique
- Joe Dunton

### Orange Rising Star Award
Meilleur espoir. Résulte d'un vote du public.
- Kristen Stewart
  - Jesse Eisenberg
  - Nicholas Hoult
  - Carey Mulligan
  - Tahar Rahim

### Fellowship Award
Prix d'honneur de la BAFTA, récompense la réussite dans les différentes formes du cinéma.
- Vanessa Redgrave
- Shigeru Miyamoto
- Melvyn Bragg

## Récompenses et nominations multiples

### Nominations multiples

#### Films
8  : Avatar, Démineurs, Une éducation
 7  : District 9
 6  : In the Air, Inglourious Basterds
 4  : Precious, Nowhere Boy, Coco avant Chanel, Là-haut
 2  : In the Loop, Moon, Crazy Heart, Sex & Drug & Rock & Roll, Lovely Bones, Fantastic Mr. Fox, L'Imaginarium du docteur Parnassus, Harry Potter et le Prince de sang-mêlé,  A Single Man, Star Trek, Victoria : Les Jeunes Années d'une reine

#### Personnalités
2  : Quentin Tarantino, Neill Blomkamp

### Récompenses multiples
Légende : Nombre de récompenses/Nombre de nominations

#### Films
6 / 8  : Démineurs
 2 / 2  : Victoria : Les Jeunes Années d'une reine
 2 / 4  : Là-haut
 2 / 8  : Avatar

### Les grands perdants
0 / 7  : District 9
 0 / 4  : Nowhere Boy, Coco avant Chanel